# Goziba
Goziba ist ein Bezirk (Ward) des Distriktes Muleba in der tansanischen Region Kagera.

## Geografie
Goziba liegt im Nordwesten von Tansania auf der Insel Nabuyongo im Victoriasees. Die Insel ist beinahe 90 Kilometer vom Festland des Distriktes entfernt. Der Bezirk hat eine Größe von 1,097 Quadratkilometern, im Jahr 2022 lebten 11.042 Menschen in 2988 Haushalten.

## Gliederung
Der Bezirk besteht aus einer Gemeinde (Mtaa) mit drei Orten (Kitongoji):
| Goziba - Bwihinga - Omukishenye - Kishamba |

## Infrastruktur
- Bildung: Im Bezirk befindet sich eine Grundschule.[6]
- Gesundheit: Auf der Insel gibt es eine Apotheke, die unter anderem Malaria-Tests, Aids-Tests, Mütter- und Neugeborenenpflege anbietet.[7]

## Sonstiges
Im Jahr 2023 brach im Distrikt die Marburg-Virus-Krankheit aus, deren erster Fall aus Goziba gemeldet wurde.